# Historia de América Central

Mapa de las diferentes entidades territoriales que existían en Centroamérica en el siglo xvi antes de la llegada de los españoles.

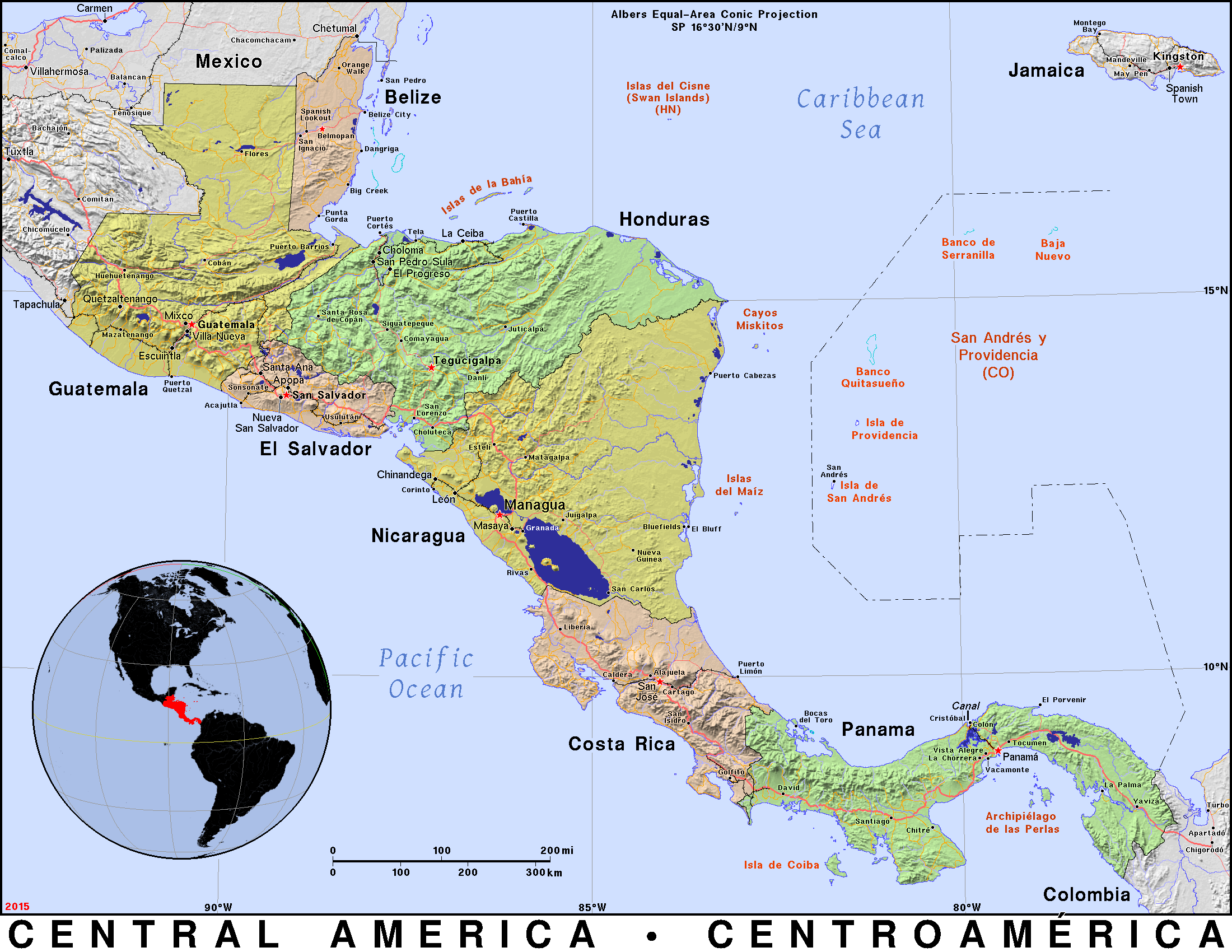
Mapa actual de los países centroamericanos.

Se dice comúnmente que Centroamérica incluye Guatemala, Belice, El Salvador, Honduras, Nicaragua, Costa Rica y Panamá. Esta definición coincide con las fronteras políticas modernas. Centroamérica comienza geográficamente en México, en el istmo de Tehuantepec, el punto más estrecho de México, y el antiguo país de Yucatán (1841–1848) fue parte de Centroamérica. En el otro extremo, antes de su independencia en 1903, Panamá era parte de Sudamérica, ya que era un departamento de Colombia. En ocasiones, Belice, una colonia británica hasta 1981 y conocida anteriormente como Honduras Británica, donde se habla inglés en lugar de español, y donde la población es principalmente de origen africano, se ha considerado fuera de Centroamérica (hispanohablante).
Centroamérica, extensa y estrecha, carece de un centro geográfico definido. Hasta mediados del siglo XX, no existían carreteras entre los países, lo que los aislaba, y el ferrocarril nunca los ha conectado. Durante la época colonial, Guatemala fue el centro administrativo y religioso; en el ámbito religioso, sigue siéndolo. Sin embargo, los intentos de realizar una reunificación centroamericana o de crear una Unión Política Centroamericana, como la Unión Europea, han fracasado. Los países que se adhirieron a la UE ya contaban con un amplio tráfico transfronterizo por tren; incluso hoy (2021), en comparación, el transporte por tren es muy escaso, o incluso nulo. La organización más parecida se fundó en 1991 y es el Sistema de la Integración Centroamericana (SICA).
Los países, además, son más diversos de lo que parecen a primera vista. Algunos como Guatemala tienen una gran población indígena o nativa americana, otros como Costa Rica no. Algunos como El Salvador se centran en su costa del Pacífico, mientras que en otros como Belice u Honduras la costa caribeña o atlántica es más importante. Panamá y, en menor medida, Guatemala y Costa Rica, tienen ambas costas desempeñando un papel significativo. Algunos países tienen gobiernos estables como Costa Rica, otros no como Nicaragua o El Salvador. Panamá está fuertemente americanizado, utiliza el dólar estadounidense como moneda, tiene una gran industria y fuente de ingresos (el canal de Panamá), y una sofisticación que proviene de los barcos y las personas que pasan por el país y, anteriormente, las instalaciones militares estadounidenses en la antigua Zona del Canal.

## Época prehispánica

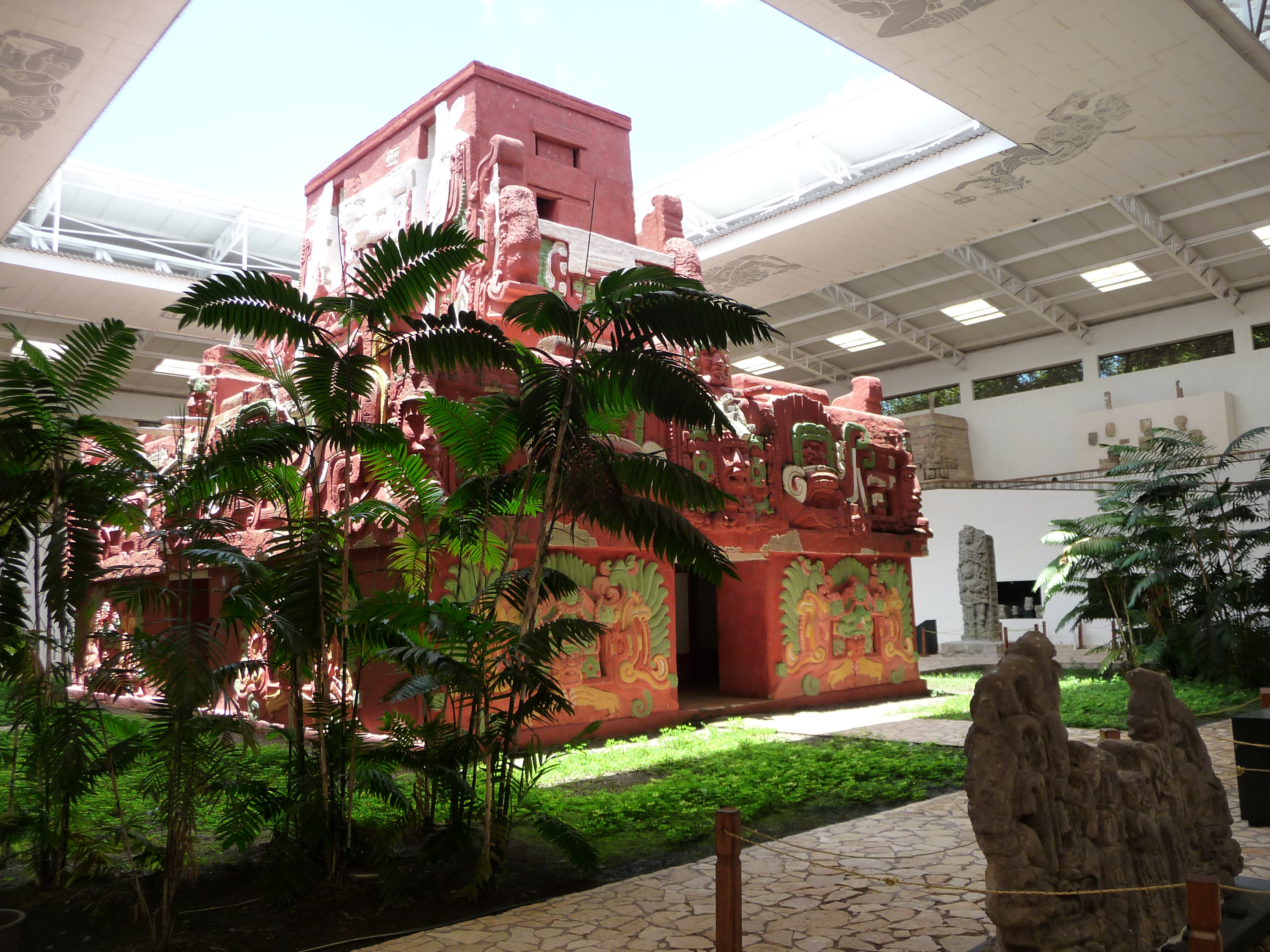
Replica del templo Rosalila de Copán, es el edificio maya mejor conservado de todo Centroamérica.

En la época precolombina, las culturas centroamericanas vivían en constantes guerras expansivas, sabotaje y competencia mutua. La mayoría del territorio de Centroamérica era parte de la civilización de origen mesoamericana, cuyas sociedades nativas ocuparon la tierra entre el centro de México en el norte, hasta el noroeste de Costa Rica en el sur y sometían a tributo y explotación a las confederaciones indígenas y tribus de sus confines; mientras la civilización de origen chibcha ocupaba la tierra en Honduras, Nicaragua y Costa Rica en el norte, hasta Panamá en el sur. Las culturas precolombinas de toda la región comerciaron y guerrearon entre sí, y con Sudamérica, creando incipientes plazas comerciales, en esta llamada zona de transición entre dos áreas culturales continentales del norte y el sur.
El registro arqueológico no permite deducir el origen de muchos de los pueblos precolombinos que poblaron Centroamérica. En gran medida, la mayor parte de las culturas documentadas a la llegada de los europeos parecen haberse formando autóctonamente en Centroamérica aunque algunos pueblos de Centroamérica parecen haber migrado desde el norte, en Mesoamérica en tiempos relativamente reciente. La evidencia lingüística muestra que los pipiles (utoazteca) y los chorotegas (otomangue) hablaban lenguas claramente relacionadas con lenguas del norte y, por tanto, su origen debe situarse en Mesamérica. Otros pueblos importantes de Centroamérica como los lencas, los kunas, los payas, los nasos o los bribris parecen tener su origen étnico en la propia Centroamérica. 
El estudio de las familias lingüísticas puede ayudar a comprender las relaciones de etnogénesis de los antiguos pueblos de Centroamérica. Las principales familias lingüísticas precolombinas de Centroamérica son la mayense (que también tiene presencia fuera de Centroamérica), la xinca, la lenmichí (lenca, misumalpa y chibchense).

## Época colonial

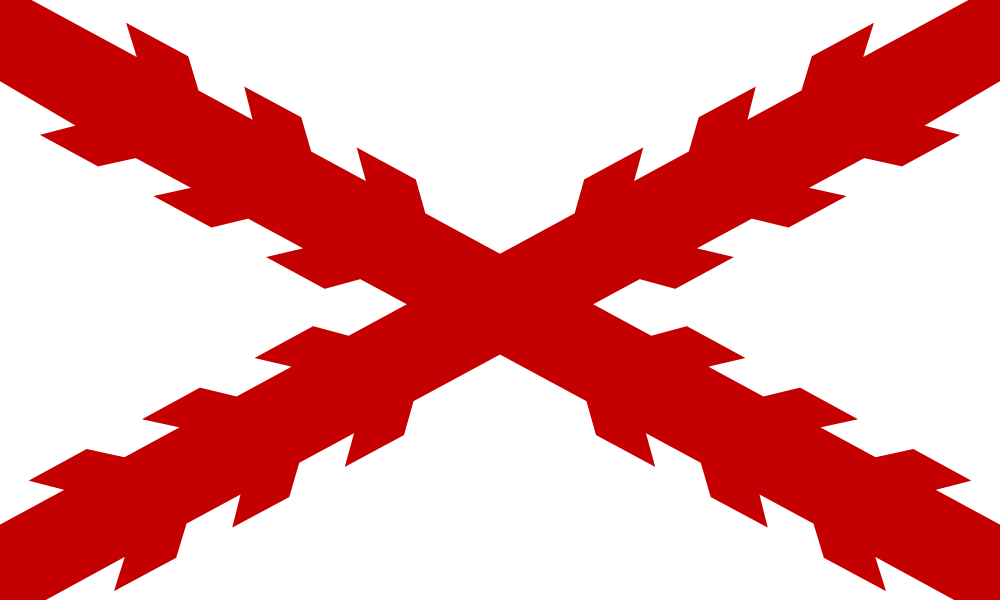
La Cruz de Borgoña ondeo en Centroamérica durante la mayor parte de la época virreinal. Siendo Guatemala donde se concentraría el dominio español a la región.

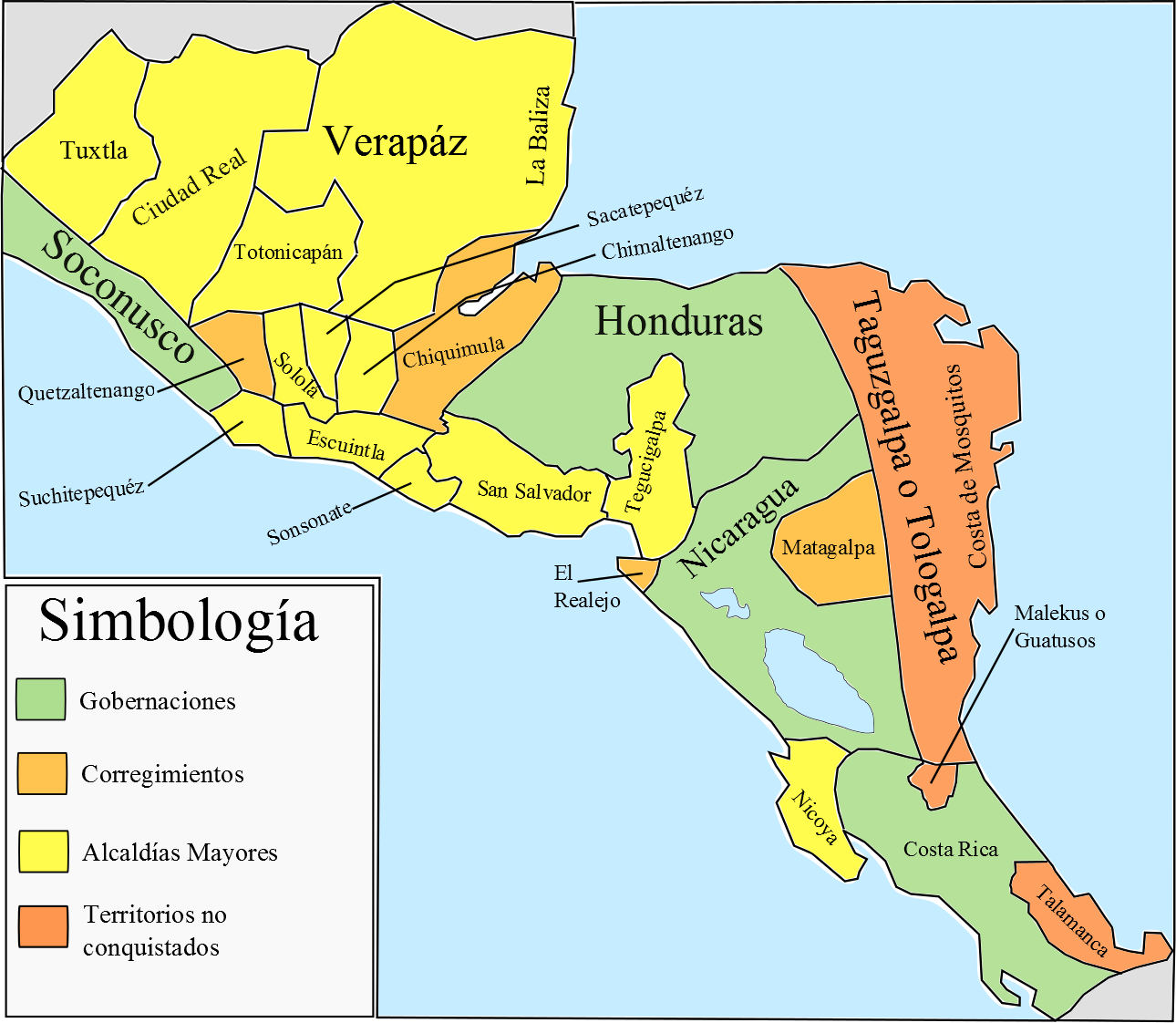
Capitanía General de Guatemala para el año de 1780, antes de la implementación del sistema de intendencias

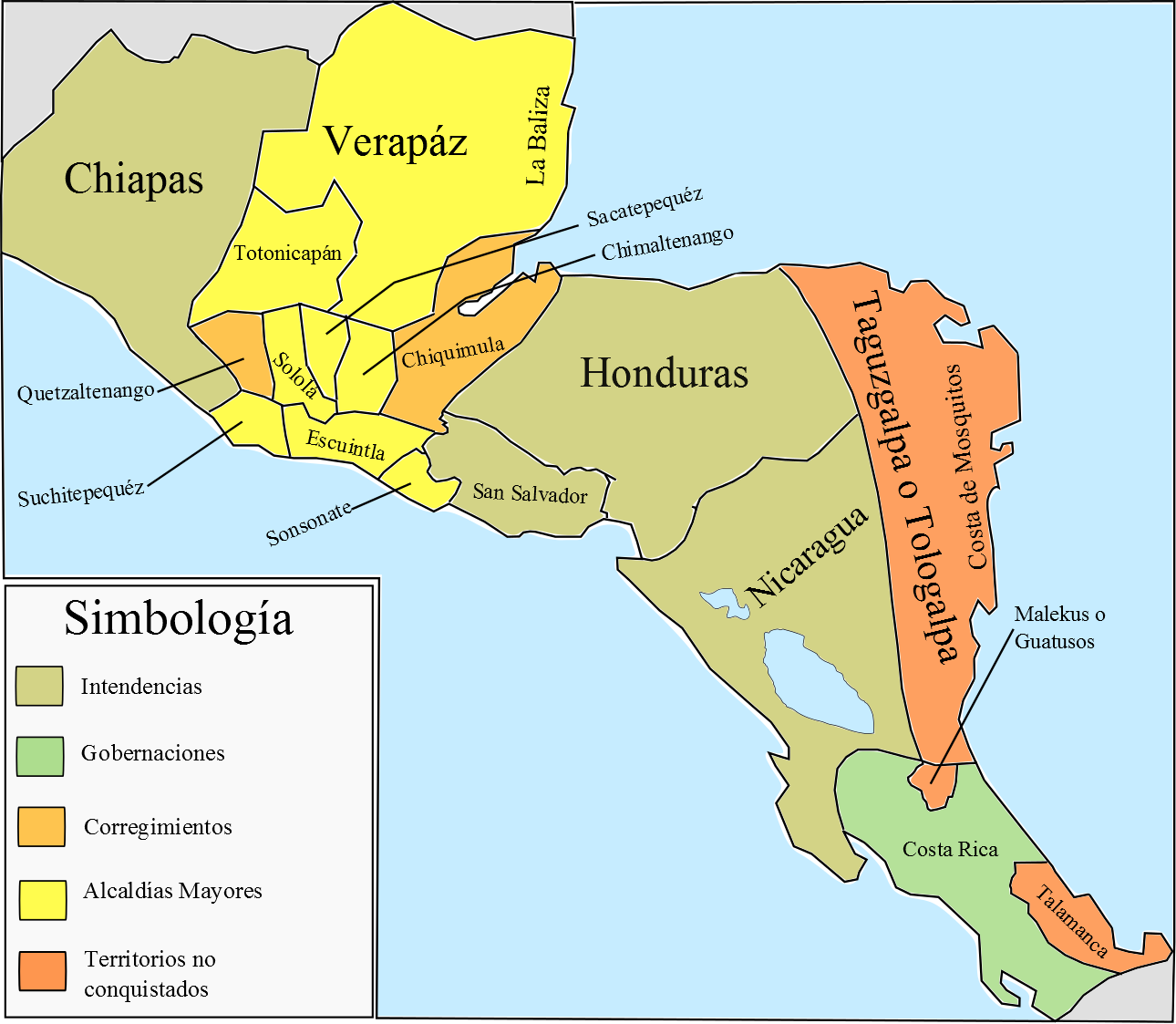
Capitanía General de Guatemala a principios del siglo XIX

Desde el siglo XVI hasta principios del siglo XIX, Centroamérica estuvo incorporada en la Capitanía General de Guatemala, algunas veces conocido como Reino de Guatemala, cuya integración y división interna varió repetidamente. Oficialmente, la Capitanía era parte del Virreinato de Nueva España, y por lo tanto, bajo el control del virrey español en Ciudad de México. Sin embargo, este no fue administrado por el virrey sino por un Capitán General independiente, el cual primero tenía sus instalaciones en la ciudad de Gracias Lempira, luego fue transferida a Santiago de los Caballeros de Guatemala, por último a la Ciudad de Guatemala.
Durante este período la región experimentó grandes cambios demográficos, sociales, económicos y lingüísticos. Aparecieron ciudades importantes fundadas por los europeos y llegaron importantes contingentes de origen europeo (colonizadores), así como contingentes africanos (esclavizados) que se sumaron a las poblaciones autóctonas. El español se convirtió en la lengua principal de la región.

### Cortes de Cádiz
Durante la época de la Constitución de Cádiz (1812-1814 y 1820-1821), el reino de Guatemala desapareció y fue sustituido por dos provincias independientes entre sí, la Provincia de Guatemala y la Provincia de Nicaragua y Costa Rica. En 1821, en vísperas de la independencia, se crearon tres provincias más, Chiapas, San Salvador y Honduras, segregadas de la Provincia de Guatemala.

## Independencia

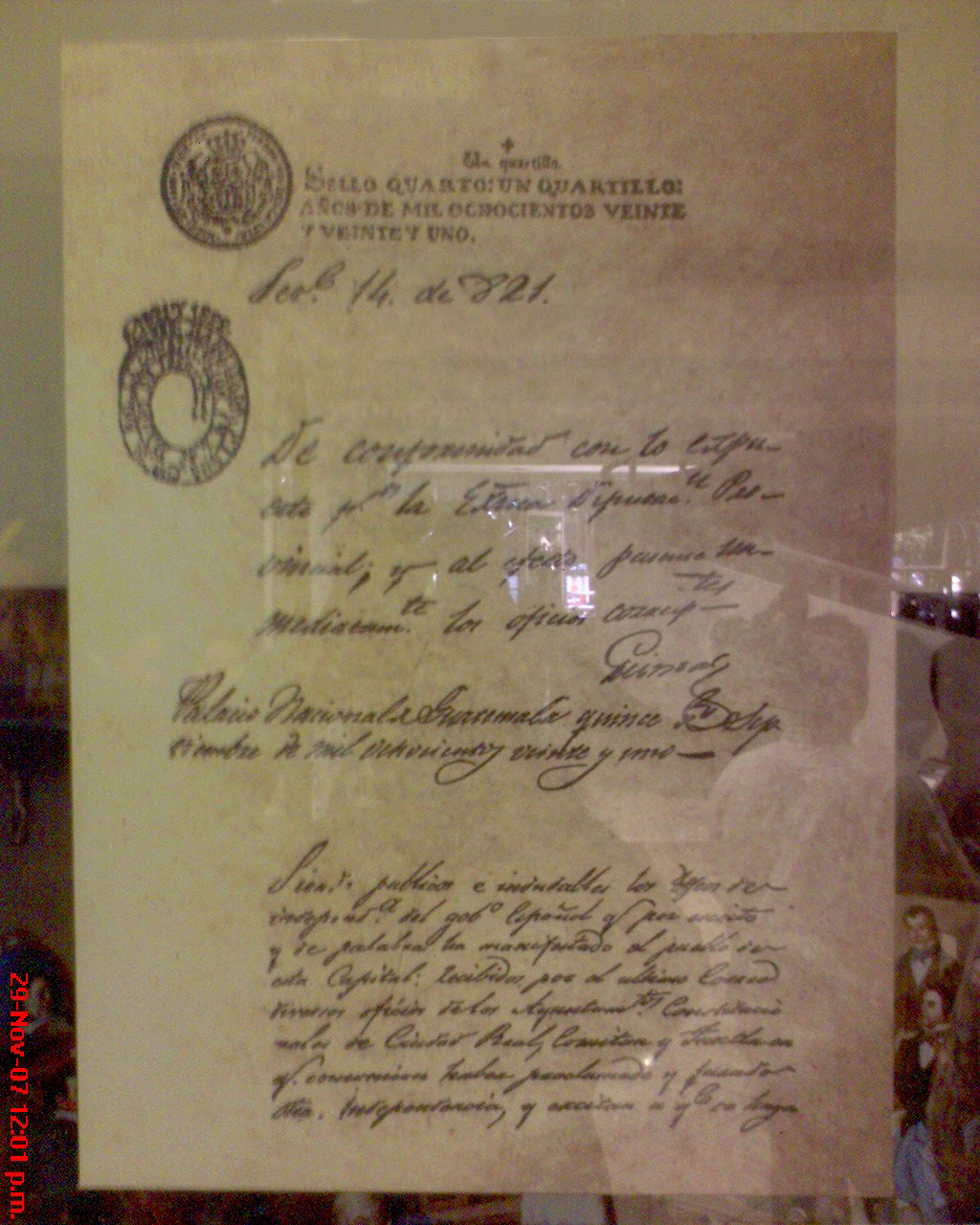
Acta de Independencia de Centroamérica localizada en las instalaciones de la Asamblea Legislativa de El Salvador.

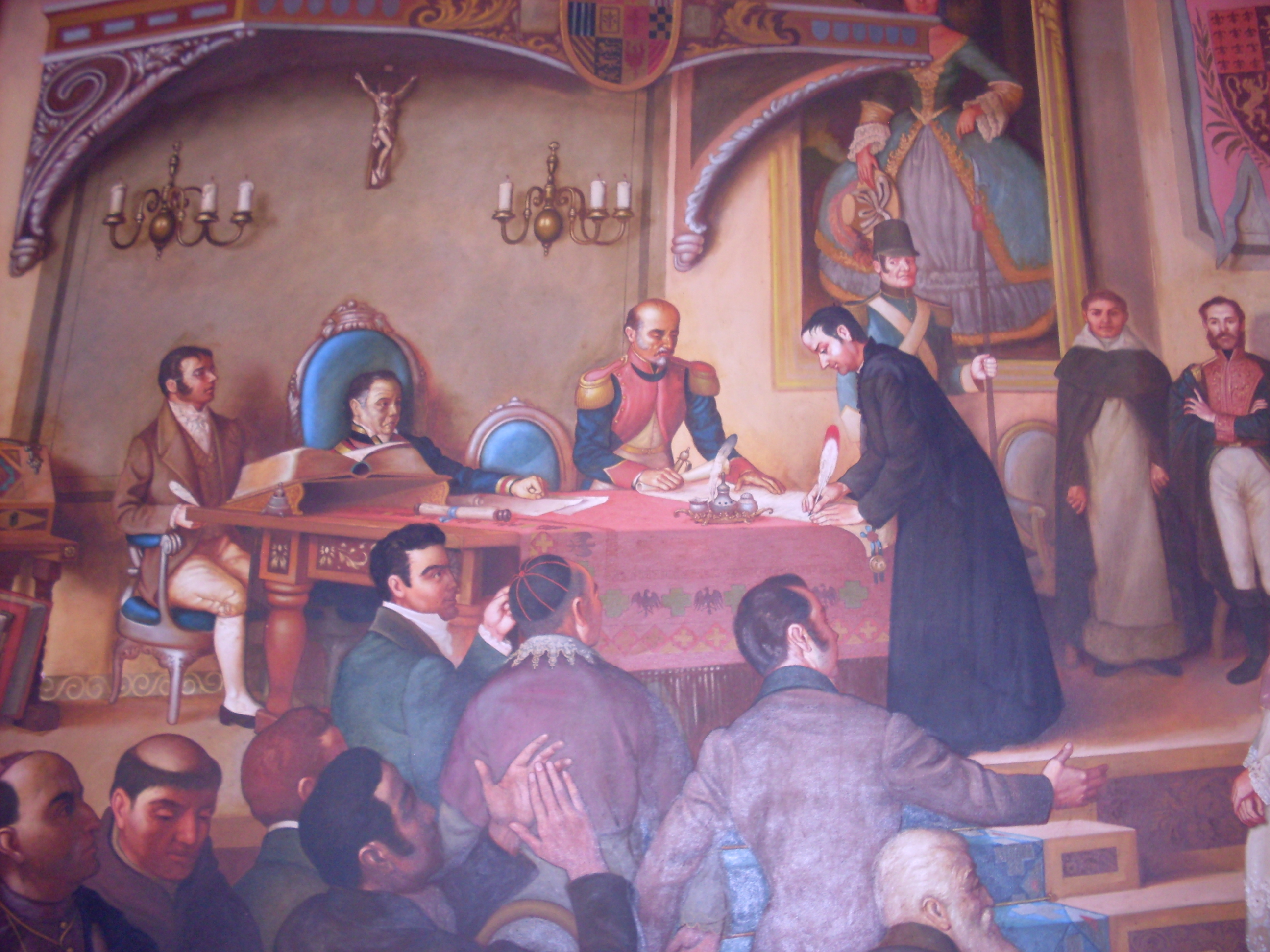
José Matías Delgado al momento de firmar el acta de independencia centroamericana, en una representación de la reunión del 15 de septiembre de 1821 del pintor chileno Luis Vergara Ahumada.

En 1821, México proclamó su independencia de España, y posteriormente Chiapas, ambas decisiones fueron imitadas el 15 de septiembre por la Provincia de Guatemala. La fecha es todavía considerada como día de la independencia por todas las naciones de Centroamérica. El Jefe Político Superior de la Provincia de Guatemala, Gabino Gaínza, se mantuvo al frente del gobierno internamente. También las Provincias de San Salvador, Honduras, Nicaragua y Costa Rica proclamaron, en diversas fechas, su independencia absoluta de España.

### Anexión a México

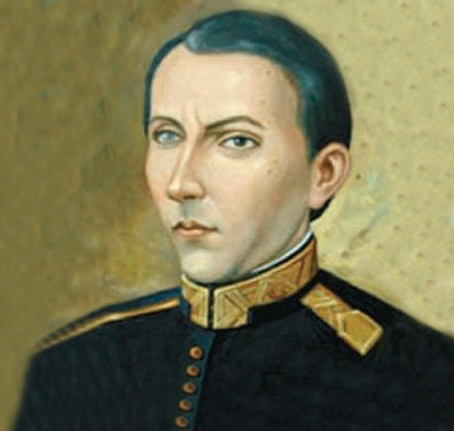
José Anacleto Ordóñez, "Primer Caudillo Popular de Nicaragua" ya que condujo al estado a la independencia al rebelarse contra el gobierno pro mexicano en 1823. Posteriormente se desempeñó como Jefe de Estado de Nicaragua dentro de la República Federal de Centroamérica.

Después de la independencia, surgió la idea de anexarse al Primer Imperio Mexicano de Agustín de Iturbide, decisión que se consultó con los ayuntamientos. El 5 de enero de 1822, recibidos los votos mayoritarios de los ayuntamientos, el gobierno de Guatemala proclamó la anexión de Centroamérica a México. Esta decisión fue adversada de modo rotundo por los ayuntamientos de San Salvador y San Vicente en la provincia de San Salvador, y tampoco contó con algunas poblaciones de Honduras, Nicaragua y Costa Rica; sin embargo, un ejército mexicano bajo el mando del General Vicente Filisola ocupó la Ciudad de Guatemala y después invadió y ocupó San Salvador, a pesar de que los salvadoreños proclamaron su unión a los Estados Unidos de América.

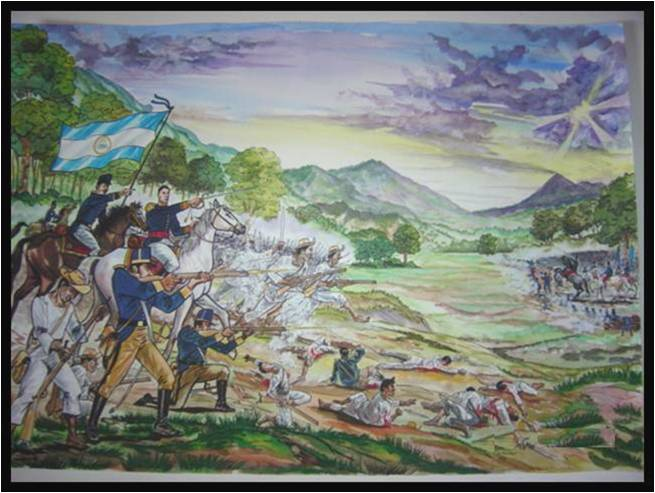
Batalla de Llano El Espino librada en febrero de 1823.

Cuando México llegó a ser una república el año siguiente, se acogió el derecho de que Centroamérica determinara su propio destino. En Guatemala se reunió la Asamblea Nacional Constituyente de las Provincias Unidas del Centro de América, que el 1 de julio de 1823, declaró la independencia absoluta de España, de México, y de cualquier otra nación extranjera y estableció un sistema de gobierno republicano. Un censo de población realizado en 1824, reflejo que Centro América contaba con 1,287,491 habitantes.

### Provincias Unidas del Centro de América

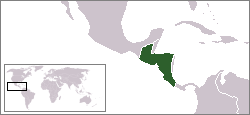
Mapa de las Provincias Unidas del Centro de América en 1823.

El 1 de julio de 1823, se reunió en Guatemala el congreso, bajo la presidencia del presbítero José Matías Delgado, y declaró que las provincias ahí representadas eran independientes de España, de México y de toda otra nación. El nuevo país tomó el nombre de Provincias Unidas del Centro de América. Al día siguiente, 2 de julio, los diputados se declararon constituidos en Asamblea Nacional Constituyente y proclamaron que en ella residía la soberanía nacional, y pusieron en vigencia temporalmente la Constitución de Cádiz.
La Asamblea Nacional Constituyente decretó una bandera y un escudo para el nuevo Estado, y nombró una junta de gobierno provisional de tres miembros (Primer Triunvirato de Centroamérica). En octubre de 1823 fue reemplazada por otro (Segundo Triunvirato de Centroamérica), que gobernó hasta 1825.

## República Federal de Centro América

Bandera oficial de la República de Centro América de 1823 a 1838.

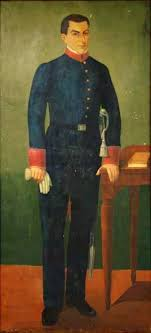
Pintura de general Manuel José Arce, prócer de la independencia y primer presidente de la República Federal de Centroamérica, país que existió entre 1824 y 1840.

La naciente unión centroamericana, oficialmente denominada República Federal de Centroamérica, comprendía los Estados de Guatemala, El Salvador, Honduras, Nicaragua y Costa Rica. Los liberales centroamericanos tenían grandes esperanzas en la República Federal, la cual ellos creían que iba a evolucionar en una moderna y democrática nación, enriquecida por el comercio a través de la zona, entre los Océanos Atlántico y Pacífico, a la vez que iban a librarse por fin del yugo a que los tenían sometidos los conservadores de Guatemala. Las aspiraciones liberales eran reflejadas en los emblemas de la república federal: La bandera mostraba una banda blanca entre dos bandas azules, representando la tierra entre los dos océanos mientras que el escudo mostraba cinco montañas, una para cada estado, entre dos océanos, sobre un gorro frigio, el emblema de la Revolución francesa que simbolizaba el pensamiento positivista anticlerical que se imponía entre los liberales.
La República Federal de Centroamérica surgió de una Asamblea Constituyente de las Provincias Unidas del Centro de América a través de una Constitución, el 22 de noviembre de 1824. Su capital inicialmente fue la Ciudad de Guatemala, hasta 1834; después Sonsonate, por un breve período, y por último San Salvador, de 1834 a 1839.
La federación estaba formada por cinco Estados: Guatemala, El Salvador, Honduras, Nicaragua y Costa Rica. En 1838 se formó un sexto Estado, Los Altos, con capital en la ciudad de Quetzaltenango, con los territorios del occidente de Guatemala, y parte del actual Soconusco de Chiapas (México). Limitaba al sur con el Océano Pacífico, al este con el Mar Caribe, al sureste con Panamá (provincia de Colombia entonces), y al noroeste con México. El territorio de la federación también incluía Belice.
Entre los años de 1838 y 1840, la federación entró en un período de guerra civil. El primer Estado en separarse definitivamente fue Nicaragua, en abril de 1838; en octubre esta decisión fue imitada por Honduras, y en noviembre por Costa Rica. Guatemala se separó en 1839 y, bajo el gobierno de Rafael Carrera, forzadamente absorbió al Estado de Los Altos. A finales de 1839, la federación había dejado de existir; sin embargo, durante el siglo XIX hubo numerosos intentos para restablecerla, manifestados en las conferencias unionistas centroamericanas.
Los liberales centroamericanos tenían grandes esperanzas en la creación de una república federal, que posteriormente evolucionaría hacia un Estado moderno y democrático entre los Océanos Pacífico y Atlántico. Estas aspiraciones se verían reflejadas en los emblemas de la República Federal: su bandera muestra una banda blanca entre dos azules, derivada de la bandera de las Provincias Unidas del Río de la Plata (que a su vez derivaba de la bandera del rey español Fernando VII), representando la tierra entre los dos océanos. El escudo de armas muestra cinco volcanes (uno por cada estado), iluminadas por un sombrero de la libertad o gorro frigio (influencia francesa). La bandera fue introducida en la región por el Comandande Naval Louis-Michel Aury cuando estableció la primera república independiente en la isla de Providencia en el año 1818.
Sin embargo, en la práctica, la federación afrontaba grandes problemas:
- En oposición al proyecto federal se encontraban los conservadores, los representantes de la Iglesia Católica y los grandes latifundistas.
- El transporte y las comunicaciones entre los Estados miembros eran extremadamente deficientes.
- La población, en general, desconocía el beneficio de una integración regional.
- El poder de la capital federal (Ciudad de Guatemala, después San Salvador) era casi inexistente fuera de sus límites.
- La falta de fondos para su desarrollo y la intervención de naciones extranjeras (por ejemplo, Gran Bretaña, Estados Unidos y México).

### Guerra civil centroamericana

La batalla de la Trinidad fue la primera victorial del Ejército del General Morazán durante la guerra civil.

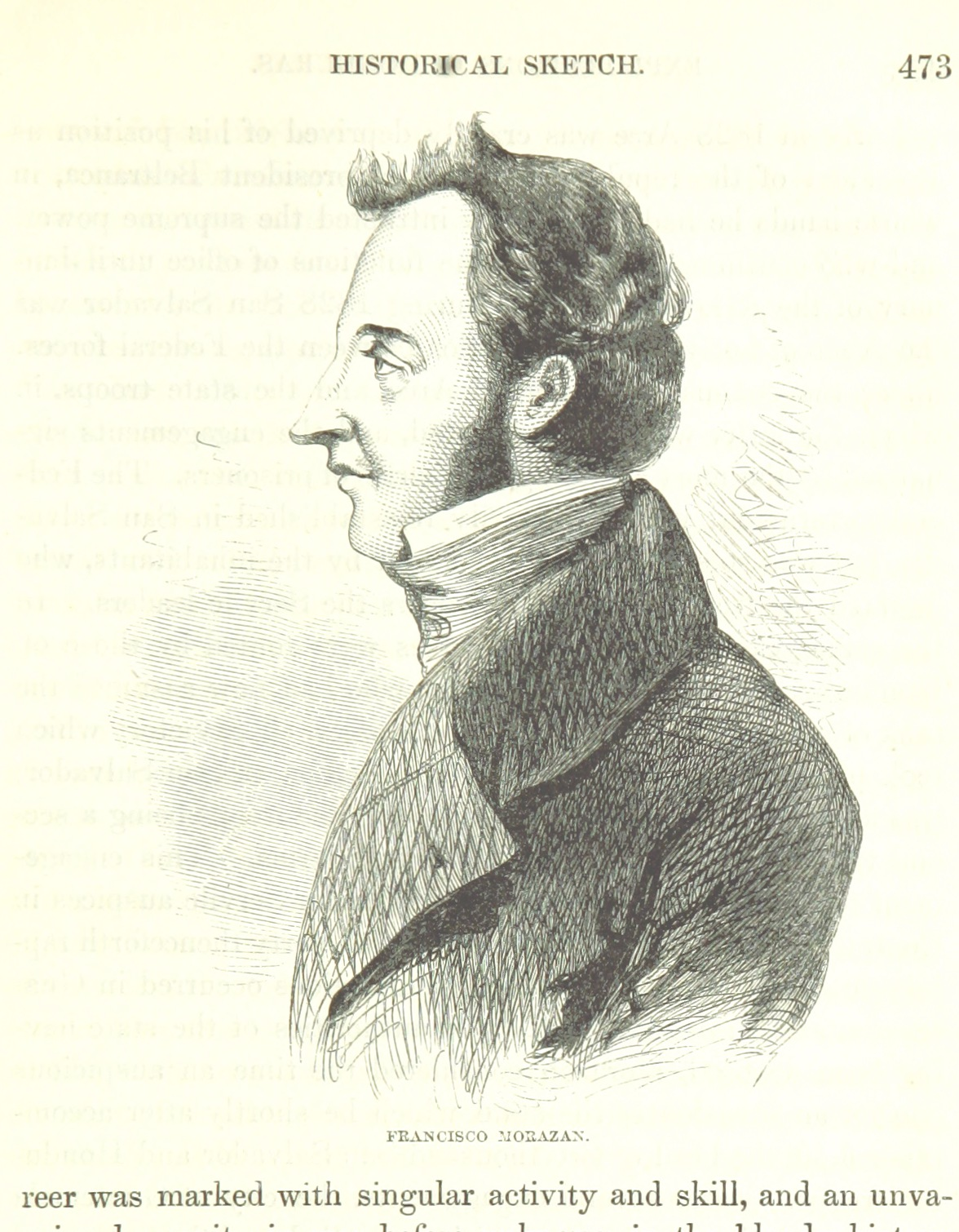
General hondureño Francisco Morazán, líder y caudillo liberal que resultó el gran beneficiado al terminar la guerra civil en 1829, pues fue nombrado presidente de la Federación. (Ilustración Británica)

Debido a que los conservadores no querían ceder los privilegios a los que estaban acostumbrados desde la época colonial, muy pronto estallaron una serie de disensiones y guerras civiles, que culminaron con el derrocamiento en 1829 del gobierno constitucional cuyo Presidente titular era el salvadoreño Manuel José Arce y Fagoaga, elegido en 1825, y que ejercía desde 1828 el vicepresidente Mariano Beltranena y Llano, guatemalteco. 
Ese año también fue derrocado el gobierno conservador de Guatemala dirigido por Mariano de Aycinena y Piñol por una invasión dirigida por el general hondureño Francisco Morazán quien confiscó todos los bienes a los miembros del Clan Aycinena, y los expulsó del territorio centroamericano junto con los miembros del clero regular. Interinamente se hizo cargo del gobierno el liberal guatemalteco José Francisco Barrundia y Cepeda y en 1830 fue elegido presidente el general hondureño Francisco Morazán, quien posteriormente fue elegido otra vez para el período 1835-1839. Morazán empezó a hacer negocios con los ingleses que tenían un puesto comercial en Belice y lo mismo hizo el gobernador del Estado de Guatemala, Mariano Gálvez, lo que junto con el intento de aplicar leyes novedosas en el país —como el divorcio y el uso de jurados— causó resentimiento entre los pobladores guatemaltecos, quienes miraban a los ingleses y a los liberales como herejes.
Los miembros del clero secular no habían sido expulsados de Centroamérica, pero habían quedado debilitados por la eliminación del diezmo obligatorio; aun así, debido a la educación fuertemente católica que había habido en Guatemala, les fue fácil convencer a los indígenas y mestizos de las intenciones heréticas de los liberales, y esto creó el ambiente propicio para que los conservadores retornaran al país.

### Disolución de la República Federal

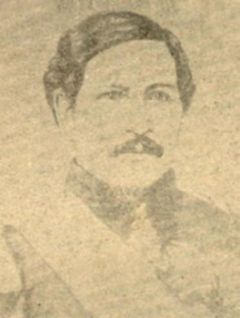
Rafael Carrera, un líder militar guatemalteco.

En la segunda administración de Morazán resurgió la guerra civil: en 1837 el gobierno de Mariano Gálvez fue acusado de envenenar los ríos con cólera morbus y eso, aunado a las acusaciones de herejía, provocó una rebelión campesina de la que surgió el caudillo Rafael Carrera y Turcios.
Ante la debilidad y falta de transparencia mostrada por el gobierno de Morazán, Nicaragua se separó de la República el 30 de abril de 1838, y el Congreso federal aceptó que se constituyera un nuevo Estado, Los Altos, cuya capital era Quetzaltenango, con las tierras occidentales de Guatemala. Honduras se separó de la unión el 6 de octubre y el 14 de noviembre Costa Rica lo imitó. Guatemala se separó el 17 de abril de 1839 y a principios de 1840 las tropas del capitán general Rafael Carrera y Turcios reincorporaron Los Altos.

## Segunda mitad delsigloXIX

Bandera oficial de la República de América Central. Esta estuvo vigente de 1895 a 1898.

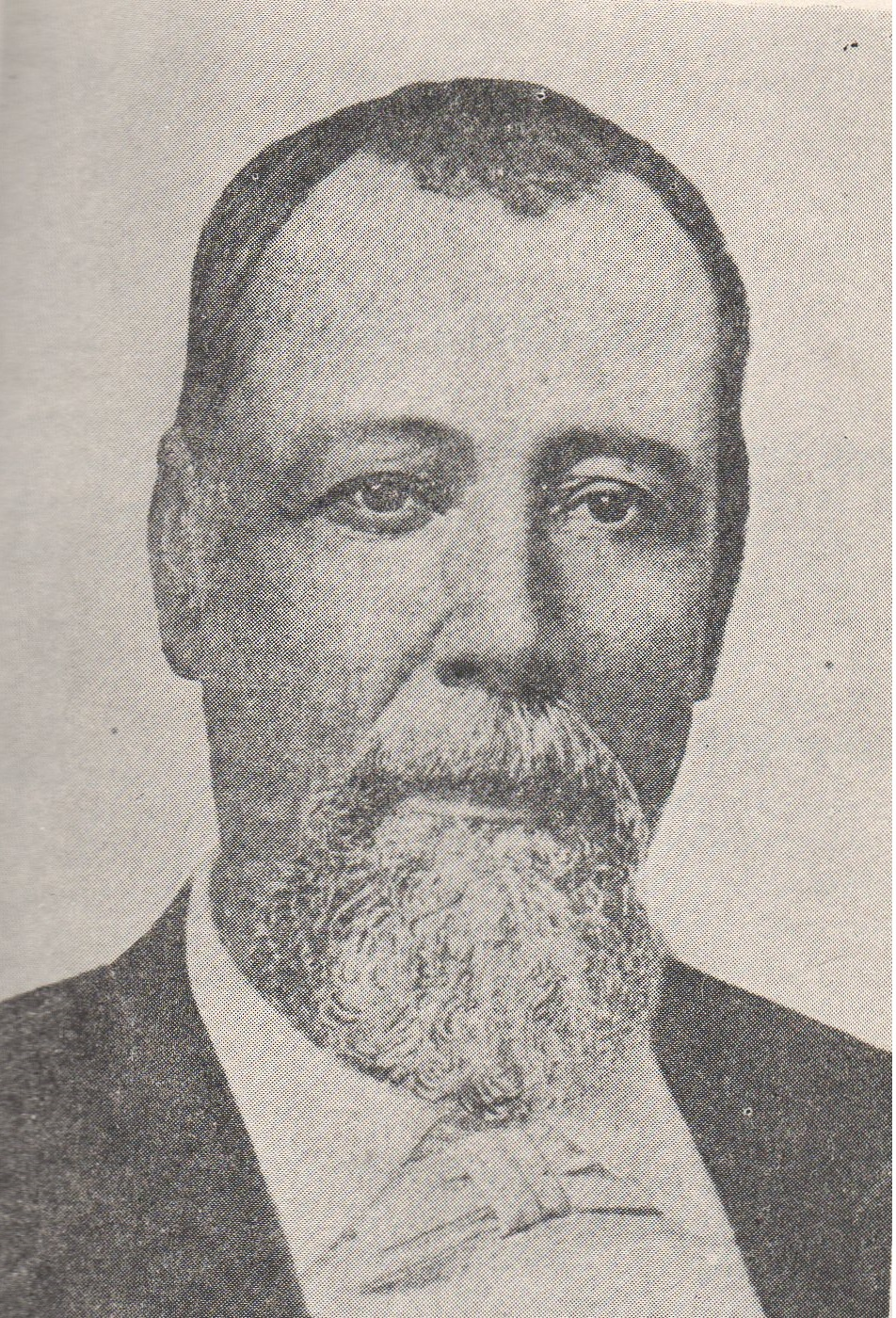
Justo Rufino Barrios Fue un político guatemalteco y general militar que se desempeñó como presidente de Guatemala desde 1873 hasta su muerte en 1885. Era conocido por sus reformas liberales y sus intentos de reunir América Central.

Varios intentos fueron hechos para reunir las naciones centroamericanas durante el siglo xix, especialmente mediante las conferencias unionistas centroamericanas, pero ninguno tuvo éxito. El primero sucedió en 1842, cuando el expresidente Francisco Morazán, que se había apoderado del poder en Costa Rica, quiso restablecer la unión por la fuerza, pero su intento terminó con su caída y ejecución. Pocos meses antes, se había firmado en Chinandega un pacto de unión para establecer una Confederación de Centroamérica e incluía a El Salvador, Honduras y Nicaragua. Costa Rica se adhirió condicionalmente; sin embargo, este intento duró muy poco, hasta 1844. Un segundo intento se llevó a cabo de 1849 a 1852 entre El Salvador, Honduras y Nicaragua.
En 1885 se produjo la llamada intentona de Barrios. El presidente de Guatemala, Justo Rufino Barrios intentó unir la nación por las armas, pero murió en el intento combatiendo contra las fuerzas salvadoreñas. Un tercer intento de Honduras, Nicaragua, y El Salvador fue cuando intentaron crear República de América Central, este fue un intento pacífico de unir a los países centroamericanos de Honduras, Nicaragua y El Salvador en un solo Estado (después cambia su nombre a Estados Unidos de Centroamérica) la cual duró entre 1895 y 1898. El último intento se produjo en una conferencia celebrada en San José, Costa Rica, en 1920, en el cual Costa Rica, El Salvador, Guatemala y Honduras firmaron un pacto de unión entre ellos.  

### Guerra contra los filibusteros

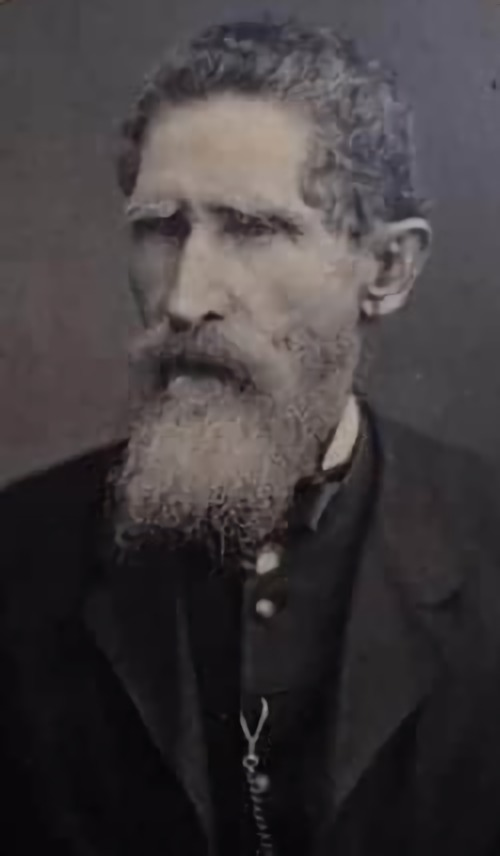
El General Florencio Xatruch se encargó de capturar y ejecutar a William Walker en la ciudad de Trujillo.

A pesar del fallido último intento de unión, el sentido de haber compartido historia y la esperanza de una eventual reunificación persisten en la mayoría de las naciones que fueron parte de la unión. En los años 1856 y 1857 la región exitosamente estableció una coalición militar para repeler una invasión de un filibustero estadounidense llamado William Walker. Hoy, cuatro de las cinco naciones tienen en sus banderas los antiguos motivos de la federación, que consistía en las dos bandas exteriores azules, alrededor de una banda blanca interna. Sin embargo, Costa Rica, único Estado que se mantuvo en paz durante la federación y cumplió con sus obligaciones tributarias y militares con el gobierno federal, pasó desde el decenio de 1840 a ser el menos convencido de las bondades de la integración regional y modificó significativamente su bandera en 1848, oscureciendo el azul, y añadiendo una banda de doble tamaño con relación a las otras en color rojo, como un homenaje a la bandera de Francia. El Salvador y Guatemala también tuvieron durante muchos años banderas muy distintas a la federal.
Durante todo este siglo se fue conformando las estructuras político administrativas distintivos de cada uno de lo que hoy son los Estados de la antigua federación, así se conformaron a partir de una economía ligada a la explotación del sector agro extractivo con lo cual se dan las bases para la evolución y estructuración de los diversos grupos humanos desde los preexistentes y con la llegada de nuevos grupos humanos como los grupos garífunas o levantinos a finales del siglo XIX.

### Entregas de territorios por el Imperio británico
En 1850 el Imperio británico firmó con Estados Unidos el Tratado Clayton-Bulwer, por el cual las dos potencias se comprometieron a garantizar la neutralidad, el uso igualitario del futuro canal navegable propuesto y a no "ocupar, fortificar, o colonizar, o asumir o ejercer ningún dominio sobre Nicaragua, Costa Rica, la Costa de Mosquitos o cualquier parte de Centroamérica", ni hacer uso de ningún protectorado o alianza, presente o futura, para tales fines.
Por este tratado, tras una larga crisis entre ingleses y estadounidenses, finalmente el imperio británico firmó en 1859 el Tratado de Comayagua con Honduras, por el cual el gobierno inglés entregó las islas de la Bahía y la parte norte de la Costa de los Mosquitos a Honduras. Al año siguiente, en 1860, el imperio británico también firmó el Tratado de Managua con Nicaragua por el cual el gobierno inglés entregaba el resto del protectorado de Mosquitia a Nicaragua. No obstante, la Reserva Mosquita seguía existiendo como un cuasi estado independiente, situación que duró hasta la Crisis de Nicaragua de 1894-1895 en la cual el gobierno de Nicaragua la incorporó definitivamente y la convirtió en el Departamento de Zelaya. Los intentos de decidir la frontera entre Honduras y Nicaragua sobre el territorio anexionado de Costa Mosquitos comenzaron en 1869 pero no se resolverían hasta noventa y un años después, cuando la Corte Internacional de Justicia falló a favor de Honduras en 1960.
El imperio británico continuó manteniendo la colonia de Honduras británica hasta 1981, cuando se independizó como Belice.

## SigloXX

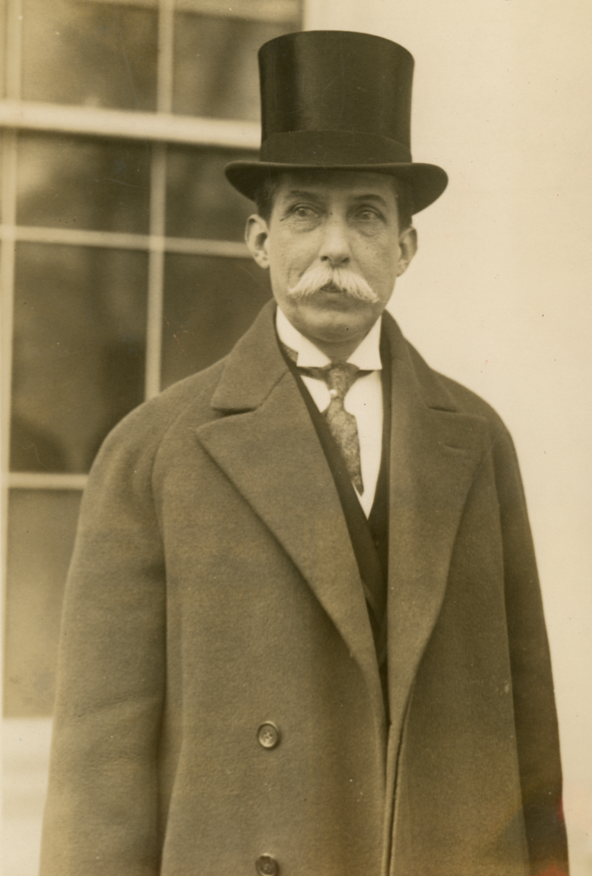
José Gustavo Guerrero regresó a El Salvador y promovió valores como el respeto, la dignidad y la justicia. Su contribución la hace para con la región centroamericana, convoca todos los presidentes de la época: Arévalo de Guatemala; Tiburcio Carías de Honduras, Somoza de Nicaragua, Picado de Costa Rica, todos se excusan a excepción de Arévalo de Guatemala con quien suscribe el pacto de Santa Ana o conocido como Pacto Guerrero, que sentó las bases para la Organización de Estados Centroamericanos (ODECA) y el actual Sistema de la Integración Centroamericana (SICA).

En 1903 tras la Separación de Panamá de Colombia, la nueva República de Panamá quedó geopolíticamente inserta en territorio centroamericano. Esta república pese a estar vinculada histórica y culturalmente con América del Sur y el Caribe, es partidaria de la integración centroamericana y en 1993 se suscribió al PARLACEN, tomando participación activa en sus acuerdos y fortaleciendo sus vínculos comerciales con los países de la región, aunque en el 2009 Panamá inició su proceso de separación del SICA.
En 1907 fue creada la Corte de Justicia Centroamericana o Corte de Cartago, pero en 1917 Nicaragua se retiró de este tribunal y en 1918 caducó su convenio constitutivo. En 1960, con la esperanza de que una unificación política pudiese ser el siguiente paso, Guatemala, El Salvador, Honduras, y Nicaragua establecieron el Mercado Común Centroamericano, al que se unió poco después también Costa Rica.
En 1920, en Guatemala el Partido Unionista tuvo un papel protagónico en el derrocamiento del presidente Manuel Estrada Cabrera, abogado que ya tenía veintidós años en el poder y había otorgado fuertes concesiones a las empresas norteamericanas, especialmente la United Fruit Company. Lo irónico de ese movimiento fue que estuvo formado por líderes conservadores que abrazaron la causa unionista para derrocar al gobierno liberal.
Este fue aprobado por El Salvador, Guatemala y Honduras, que en 1921 constituyeron la República Federal de Centroamérica, pero en enero de 1922 Guatemala se separó y los otros dos Estados decidieron reasumir también su soberanía.
En 1971 Estados Unidos entregó las islas del Cisne a Honduras tras firmar el Tratado de las islas del Cisne.
En 1977, Estados Unidos y Panamá firmaron los Tratados Torrijos-Carter, por los que Estados Unidos entregó la Zona del Canal a Panamá en 1979 y devolvió el propio Canal de Panamá a Panamá en 1999.
En 1981 la colonia inglesa de Honduras británica se independizó como Belice.
Actualmente, desde 1991, el Parlamento Centroamericano ha estado operando, también conocido como PARLACEN (parlamento centroamericano) es una institución política consagrada a la integración de los países de Centroamérica, aunque no ha dado ningún paso sustancial dirigido a la restauración de la unión política. Tiene su sede en la Ciudad de Guatemala y lo integran Diputados de El Salvador, Guatemala, Honduras, y Nicaragua. Costa Rica no ha aprobado el convenio constitutivo del Parlamento, ni el de la Corte Centroamericana de Justicia constituida en el decenio de 1990, de la que tampoco es parte Guatemala. República Dominicana y México como observadores regionales.
En la historia reciente uno de los personajes que más ha luchado por la integración es el presidente de Guatemala Vinicio Cerezo, quien durante su mandato (1986-1991) promovió a través de los Acuerdos de Esquipulas, no solo la búsqueda de la Paz Firme y Duradera en la región sino también un esfuerzo por la integración de las decisiones políticas en Centroamérica. Los Acuerdos de Esquipulas promovieron también la creación del Sistema de la Integración Centroamericana y posteriormente el Parlamento Centroamericano, en la búsqueda de una institucionalidad regional capaz de respaldar los procesos regionales.

## SigloXXI
En pleno inicio del siglo XXI, en un escenario subregional de posguerra, Centroamérica se ha transformado. Durante un periodo aproximado a casi treinta años, se han manifestado en el istmo procesos conflictivos que, siendo propios de la reestructuración económica y geopolítica global del nuevo siglo, han coincidido con una etapa de maduración del sistema capitalista a escala subregional. En tal sentido, la dinámica más importante de ese subglobalismo lo constituye una transformación de viejas formaciones sociales agrarias, sometidas bajo modelos políticos autoritarios, en proceso de constituirse en sociedades cada vez más absorbidas en su dinámica económica por la transnacionalización, fenómeno también asociado a otras esferas de cambio de la vida social, la política y de la actividad cultural.
En un escenario de cambios profundos, detonadores en la creación de los nuevos regímenes democráticos que han demostrado su débil conformación institucional y que tienden a los arreglos oligárquicos, se genera un nuevo tipo de dependencia con los Estados Unidos, donde el fin ya no es tener un control imperante sobre los gobiernos centroamericanos sino influenciar en la apertura de las economías y en el agravamiento de la dependencia al nuevo orden comercial de carácter global, este cambio en la concepción de los Estados Unidos hacia Centroamérica a nivel geopolítico ha traído consigo el aumento de las desigualdades socioeconómicas y la simulación de un sistema democrático representativo que no ha hecho más que perpetuar el orden político-económico de las mismas elites
No se produce desde Centroamérica una interdependencia completamente autónoma con su contexto global, sino que esta es condicionada por el regionalismo derivado de la recomposición de la hegemonía de Estados Unidos en América Latina. Las presiones de ese regionalismo global han obligado a las sociedades centroamericanas a enfrentar una serie de ajustes y desafíos, con asimetrías hacia afuera y enormes desigualdades hacia adentro, incrementando los riesgos y desventajas frente a los nuevos procesos transnacionales, y atenuando fuertemente las oportunidades que estos puedan suministrar…Fue crucial la recomposición experimentada por las oligarquías y sus aliados locales, bajo nuevas expresiones dentro del empresariado, los partidos políticos e inclusive la sociedad civil.
La reconfiguración del orden económico-político fue meramente superficial al haber cambios insignificantes en la estructura social de las naciones centroamericanas, La institucionalización no sólo nunca llegó, sino que tampoco se quiso que llegara; el juego esperanzador de las posibilidades en la acción desde los sujetos de la democracia –partidos, regímenes políticos, ciudadanos– también llega a su fin ante el imponente poder del dinero y sus formas escandalosas de colonizar la política; al inicio del siglo XXI surgió una nueva elite beneficiada por las políticas de liberalización económica y la apertura de los mercados, lo que ocurrió fue una integración de las nuevas elites y las tradicionales, un arreglo de cúpulas inclusivo que benefició al mantenimiento y profundización de un modelo económico de corte neoliberal que ha perpetuado los niveles de pobreza de la región y ha contribuido al surgimiento de conflictos sociales a falta de representatividad y la limitada oferta política de los regímenes centroamericanos.

## Historia de las naciones centroamericanas
- Batalla de Puerto Caballos (1603)
- Historia de Belice
- Historia de Costa Rica
- Historia de El Salvador
- Historia de Guatemala
- Historia de Honduras
- Historia de Nicaragua
- Historia de Panamá
- Separación de Panamá de Colombia